# Asteropeiaceae
Classification APG III (2009)
Famille
La petite famille des Asteropeiaceae regroupe des plantes dicotylédones ; elle comprend 7 espèces du genre Asteropeia (en).
Ce sont des petits arbres ou des arbustes à feuilles persistantes, endémiques de Madagascar.

## Étymologie
Le nom vient du genre Asteropeia dérivé du grec αστραπή / astrapi, foudre, éclair. Une autre source fait appel à la racine grecque αστέρ / astèr, étoile, en référence au calice divisé en étoile de cette plante.

## Classification
Les membres de la famille ont été séparés des Theaceae sur la base de l'anatomie du bois par le système classification phylogénétique APG (1998), et assignés à l'ordre des Caryophyllales dans le clade des dicotylédones vraies. La famille se compose du seul genre, Asteropeia, originaire de Madagascar.
Selon l’Angiosperm Phylogeny Website, le genre forme un clade avec la famille des Physenaceae, famille également originaire de Madagascar.

## Liste des genres
Selon World Checklist of Selected Plant Families (WCSP) (30 avr. 2010), Angiosperm Phylogeny Website (21 mai 2010), NCBI (30 avr. 2010) et DELTA Angio (30 avr. 2010) :
- genre Asteropeia (en)  Thouars (1807)

## Liste des espèces
Selon World Checklist of Selected Plant Families (WCSP) (30 avr. 2010) :
- genre Asteropeia (en)  Thouars (1807)
  - Asteropeia amblyocarpa  Tul., Ann. Sci. Nat. (1857)
  - Asteropeia densiflora  Baker (1882)
  - Asteropeia labatii  G.E.Schatz, Lowry & A.-E.Wolf (1999)
  - Asteropeia matrambody  (Capuron) G.E.Schatz, Lowry & A.-E.Wolf (1999)
  - Asteropeia mcphersonii  G.E.Schatz, Lowry & A.-E.Wolf (1999)
  - Asteropeia micraster  Hallier f. (1921)
  - Asteropeia multiflora  Thouars (1807)
  - Asteropeia rhopaloides  (Baker) Baill. (1886)

Selon NCBI (30 avr. 2010) :
- genre Asteropeia (en)
  - Asteropeia micraster